# Мінтіу
Мінтіу (рум. Mintiu) — село у повіті Бистриця-Несеуд в Румунії. Входить до складу комуни Німіджа.
Село розташоване на відстані 339 км на північний захід від Бухареста, 16 км на північний захід від Бистриці, 76 км на північний схід від Клуж-Напоки.

## Населення
За даними перепису населення 2002 року у селі проживали 483 особи, усі — румуни. Усі жителі села рідною мовою назвали румунську.